# Castillo de Marid
Qasr Marid (en árabe: قصر مارد) es un castillo de Dumat Al-Jandal (A partir del siglo IX llamada Adumatu), en la zona norte de Arabia Saudí.

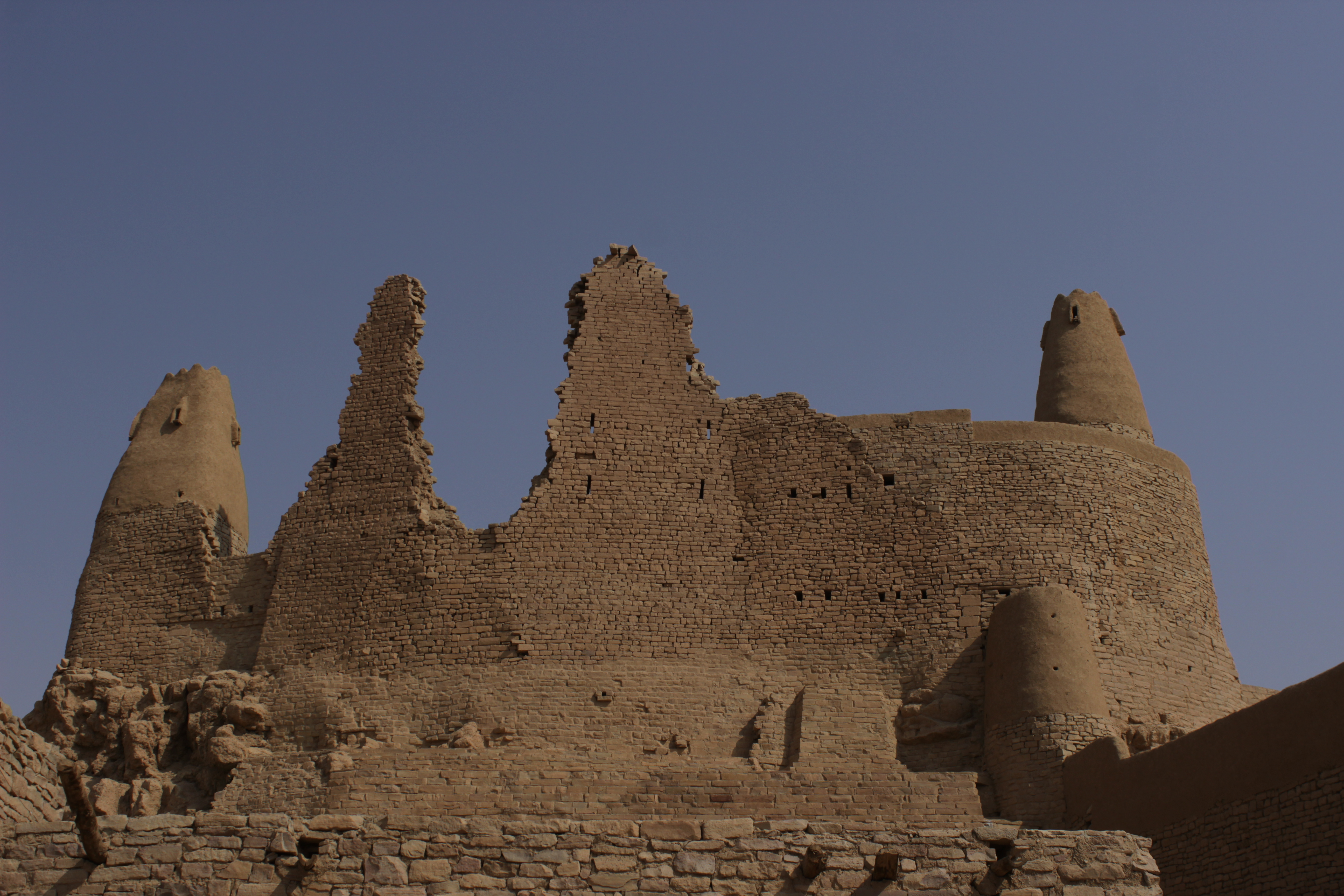
قصر مارد من الخارج

## Historia
Construido en algún momento anterior al año 272 d. C. sobre la ciudad de Adumatu, a la que protegía, está enclavado sobre un minúsculo promontorio en una región dominada por las planicies. Sus murallas son de entre 80 cm y 1 m de grosor. Las excavaciones realizadas en 1986 por Khaleel Ibrahim al-Muaikel corroboraron las de 1976, hallándose una capa histórica del período nabateo-romano, que indica que hubo un desarrollo próspero durante el Reino Nabateo, aunque no se sabe si esa región llegó a pertenecer realmente a los nabateos.
Zenobia, reina de Palmira, trató de conquistar la ciudad de Adumato en el siglo III, pero no fue capaz precisamente a causa de la resistencia de la fortaleza. Al abandonar la campaña dijo: Tamrd Mard (Mard renunció a aliarse conmigo).
En 1853 Talal Ibn Rashid de Hail bombardeó el castillo con dos cañones. 
En 1909 Nawwaf Ibn Sha'lal lo ocupó durante diez meses.